# Areopoli
Areopoli  este un oraș în Grecia în peninsulâ de Mani în Prefectura Laconia.